# Ligue mondiale de volley-ball 1999

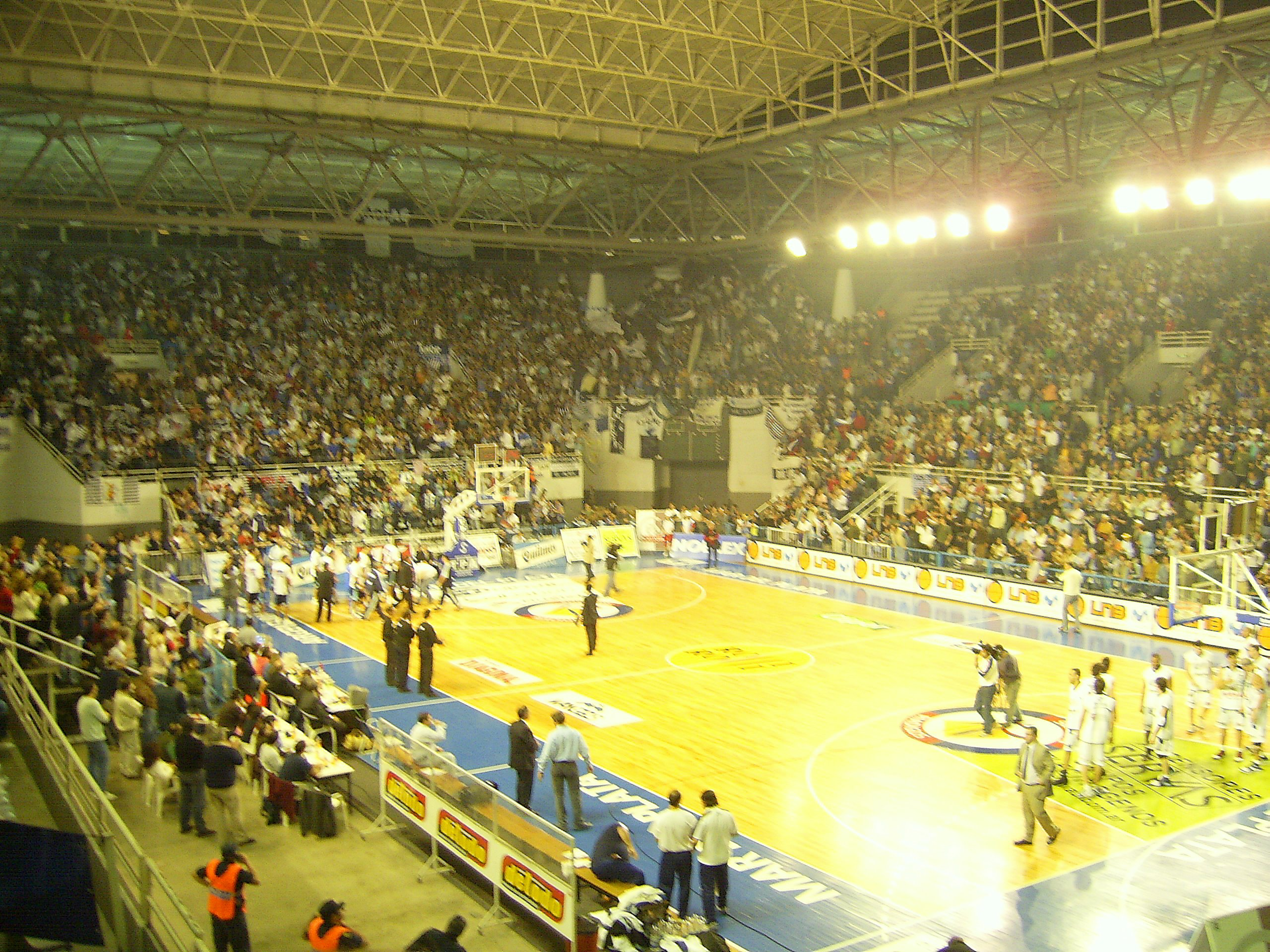

Navigation
Édition précédente Édition suivante
La Ligue mondiale 1999 s'est achevée le 17 juillet 1999.

## Tour intercontinental

### Poule A
| Équipes   | Pts | Joués | Gagnés | Perdus | SP | SC |
| Russie    | 22  | 12    | 10     | 2      | 32 | 14 |
| Italie    | 21  | 12    | 9      | 3      | 31 | 14 |
| Pologne   | 17  | 12    | 5      | 7      | 21 | 25 |
| Australie | 12  | 12    | 0      | 12     | 5  | 36 |

### Poule B
| Équipes  | Pts | Joués | Gagnés | Perdus | SP | SC |
| Brésil   | 22  | 12    | 10     | 2      | 34 | 14 |
| Espagne  | 19  | 12    | 7      | 5      | 26 | 23 |
| Canada   | 17  | 12    | 5      | 7      | 19 | 25 |
| Pays-Bas | 14  | 12    | 2      | 10     | 15 | 32 |

### Poule C
| Équipes   | Pts | Joués | Gagnés | Perdus | SP | SC |
| Cuba      | 23  | 12    | 11     | 1      | 33 | 15 |
| France    | 17  | 12    | 5      | 7      | 25 | 26 |
| Argentine | 16  | 12    | 4      | 8      | 22 | 26 |
| Portugal  | 16  | 12    | 4      | 8      | 17 | 30 |

## Tournoi final - Mar del Plata, Argentine

### Premier groupe
| Équipes | Pts | Joués | Gagnés | Perdus | SP | SC |
| Russie  | 4   | 2     | 2      | 0      | 6  | 2  |
| Cuba    | 3   | 2     | 1      | 1      | 5  | 3  |
| Espagne | 2   | 2     | 0      | 2      | 2  | 6  |

### Deuxième groupe
| Équipes   | Pts | Joués | Gagnés | Perdus | SP | SC |
| Brésil    | 4   | 2     | 2      | 0      | 6  | 2  |
| Italie    | 2   | 2     | 1      | 1      | 4  | 4  |
| Argentine | 2   | 2     | 0      | 2      | 1  | 6  |

### Demi-finales
- Italie 3-1  Russie (18-25 25-19 26-24 25-20)
- Cuba 3-0  Brésil (25-20 27-25 25-19)

### Match pour la3eplace
- Brésil 3-1  Russie (17-25 25-23 25-20 25-19)

### Finale
- Italie 3-1  Cuba (25-21 23-25 25-19 26-24)

## Classement final
| Place              | Équipe    |
| ------------------ | --------- |
| Médaille d'or      | Italie    |
| Médaille d'argent  | Cuba      |
| Médaille de bronze | Brésil    |
| 4                  | Russie    |
| 5                  | Espagne   |
| 6                  | Argentine |
| 7                  | France    |
| 8                  | Canada    |
| 8                  | Pologne   |
| 10                 | Pays-Bas  |
| 10                 | Portugal  |
| 10                 | Australie |

## Distinctions individuelles
- MVP : Osvaldo Hernandez  Cuba
- Meilleur attaquant : Douglas Chiarotti  Brésil
- Meilleur central : Pavel Pimienta  Cuba
- Meilleur serveur : Luigi Mastrangelo  Italie
- Meilleur passeur : Raul Diago  Cuba
- Meilleur réceptionneur : Enrique De La Fuente  Espagne
- Meilleur esprit : Mirko Corsano  Italie